# Тихомиров, Владимир Георгиевич
Влади́мир Гео́ргиевич Тихоми́ров (12 июня 1943 — 19 апреля 2011) — русский переводчик, поэт, прозаик, драматург.

## Биография
По образованию — географ-геоботаник, окончил МГУ. Два года работал в школе.
Ученик Аркадия Штейнберга.

 У Акимыча не было учеников — во всяком случае, я не был учеником, — потому что он не был учителем, у него не было школы. Он был для этого слишком живым человеком. Меньше всего мы с ним толковали о литературе и переводе. Но он сделал для меня (и не только для меня) куда больше, чем может сделать учитель: точно определил группу крови и столкнул с обрыва в омут — учись плавать. «А почему бы вам, Володя, не перевести „Беовульфа“? Дарю». Акимыч не учил, а одаривал — вот, пожалуй, точный глагол. — То, что умеешь делать, лучше не делать: Интервью с В. Г. Тихомировым
В 1992 году написал вертепную пьесу в стихах «Ирод-царь», которую выпустило тиражом 50 тыс. экземпляров независимое издательство «Кругъ». Однако, поскольку издательство разорилось и тираж был арестован, в продажу книга не поступала, и автор распространял полученную им часть тиража самостоятельно, в том числе используя кукольного Петрушку в качестве своего «соавтора».
Жена — Изабелла Бочкарёва (1943—2022), переводчик.
Умер 19 апреля 2011 года от обширного инфаркта; об этом сообщил друг поэта Гай Немов. Похоронен на Новом кладбище посёлка Белый Городок.

## Переводческая деятельность
Первые опубликованные переводы — газели Алишера Навои
Перевёл на русский язык избранные гимны «Ригведы» и «Атхарваведы», англосаксонский эпос «Беовульф» (единственный русский перевод) и малые произведения древнеанглийской поэзии, древнеисландскую «Старшую Эдду» (закончены «Песни о богах»), средневековую английскую поэму «Жемчужина» (единственный русский перевод), памятники румынской народной и древнеирландской поэзии. Занимался переводом Корана (перевод так и не был закончен, авторские права на выполненный перевод принадлежат издательству-заказчику).
Поэтический перевод понимал прежде всего как передачу музыки и духа текста. При переводе пользовался подстрочником:

Я же перевожу с подстрочника — мне легче.— http://old.russ.ru/krug/20030122_kalash.html То, что умеешь делать, лучше не делать: Интервью с В. Г. Тихомировым